# Aeroportul Brejo
Aeroportul Brejo (IATA: JRT, ICAO: SNRJ) este un aeroport din Juruti, Pará, Brazilia ce deservește zona Brejo. Aeroportul a fost tranzitat în 2022 de 159 de pasageri. A fost numit după Juruti.
Situat la o altitudine de 33 m, aeroportul dispune de 2 piste.

## Infrastructură

### Piste
Aeroportul dispune de 2 piste, ambele cu suprafața de Piçarra⁠(d). Pista 07/25 are dimensiunile 1.050 m × 18 m. Pista 08/26 are dimensiunile 1.050 m × 18 m.